# Campionato mondiale maschile di pallavolo 1962
Il campionato mondiale di pallavolo maschile 1962 si è svolto dal 12 al 26 ottobre 1962 a Leningrado, Mosca e Riga, in Unione Sovietica: al torneo hanno partecipato diciannove squadre nazionali e la vittoria finale è andata per la quarta volta, la seconda consecutiva, all'URSS.

## Prima Fase
Le prime due squadre di ciascun gruppo vengono inserite in un girone finale da 10 squadre per determinare le posizioni dalla prima alla decima. Stesso procedimento per le squadre classificate al 3º e 4º posto (per le posizioni dall'undicesima alla ventesima).

### Gruppo A
| Jugoslavia | 3 - 0 | Finlandia |
| Brasile    | 3 - 0 | Austria   |
| Finlandia  | 3 - 0 | Austria   |
| Jugoslavia | 3 - 2 | Brasile   |
| Jugoslavia | 3 - 0 | Austria   |
| Brasile    | 3 - 0 | Finlandia |

| Pos | Squadra    | P | Set V | Set P |
| --- | ---------- | - | ----- | ----- |
| 1   | Jugoslavia | 6 | 9     | 2     |
| 2   | Brasile    | 4 | 8     | 3     |
| 3   | Finlandia  | 2 | 3     | 6     |
| 4   | Austria    | 0 | 0     | 9     |

### Gruppo B
| Corea del Nord | 3 - 0 | Belgio         |
| Ungheria       | 3 - 1 | Italia         |
| Ungheria       | 3 - 1 | Corea del Nord |
| Romania        | 3 - 0 | Belgio         |
| Italia         | 3 - 0 | Belgio         |
| Romania        | 3 - 1 | Corea del Nord |
| Ungheria       | 3 - 1 | Belgio         |
| Romania        | 3 - 0 | Italia         |
| Romania        | 3 - 2 | Ungheria       |
| Corea del Nord | 3 - 0 | Italia         |

| Pos | Squadra        | P | Set V | Set P |
| --- | -------------- | - | ----- | ----- |
| 1   | Romania        | 8 | 12    | 3     |
| 2   | Ungheria       | 6 | 11    | 6     |
| 3   | Corea del Nord | 4 | 9     | 6     |
| 4   | Italia         | 2 | 4     | 9     |
| 5   | Belgio         | 0 | 1     | 12    |

### Gruppo C
| Giappone     | 3 - 0 | Albania      |
| Polonia      | 3 - 1 | Germania Est |
| Germania Est | 3 - 0 | Albania      |
| Giappone     | 3 - 1 | Polonia      |
| Giappone     | 3 - 0 | Germania Est |
| Polonia      | 3 - 0 | Albania      |

| Pos | Squadra      | P | Set V | Set P |
| --- | ------------ | - | ----- | ----- |
| 1   | Giappone     | 6 | 9     | 1     |
| 2   | Polonia      | 4 | 7     | 4     |
| 3   | Germania Est | 2 | 4     | 6     |
| 4   | Albania      | 0 | 0     | 9     |

### Gruppo D
| Unione Sovietica | 3 - 0 | Tunisia     |
| Cina             | 3 - 0 | Paesi Bassi |
| Unione Sovietica | 3 - 0 | Paesi Bassi |
| Cina             | 3 - 0 | Tunisia     |
| Unione Sovietica | 3 - 0 | Cina        |
| Paesi Bassi      | 3 - 0 | Tunisia     |

| Pos | Squadra          | P | Set V | Set P |
| --- | ---------------- | - | ----- | ----- |
| 1   | Unione Sovietica | 6 | 9     | 0     |
| 2   | Cina             | 4 | 6     | 3     |
| 3   | Paesi Bassi      | 2 | 3     | 6     |
| 4   | Tunisia          | 0 | 0     | 9     |

### Gruppo E
| Mongolia       | 3 - 1 | Israele  |
| Cecoslovacchia | 3 - 1 | Bulgaria |
| Cecoslovacchia | 3 - 0 | Mongolia |
| Bulgaria       | 3 - 0 | Israele  |
| Bulgaria       | 3 - 0 | Mongolia |
| Cecoslovacchia | 3 - 0 | Israele  |

| Pos | Squadra        | P | Set V | Set P |
| --- | -------------- | - | ----- | ----- |
| 1   | Cecoslovacchia | 6 | 9     | 1     |
| 2   | Bulgaria       | 4 | 7     | 3     |
| 3   | Mongolia       | 2 | 3     | 7     |
| 4   | Israele        | 0 | 1     | 9     |

## Seconda Fase

### 11º-20º posto
| Corea del Nord | 3 - 0 | Mongolia       |
| Italia         | 3 - 1 | Finlandia      |
| Germania Est   | 3 - 0 | Israele        |
| Paesi Bassi    | 3 - 1 | Italia         |
| Mongolia       | 3 - 1 | Finlandia      |
| Tunisia        | 3 - 0 | Austria        |
| Germania Est   | 3 - 1 | Corea del Nord |
| Israele        | 3 - 2 | Albania        |
| Albania        | 3 - 0 | Tunisia        |
| Israele        | 3 - 0 | Tunisia        |
| Germania Est   | 3 - 0 | Finlandia      |
| Italia         | 3 - 0 | Austria        |
| Corea del Nord | 3 - 2 | Israele        |
| Albania        | 3 - 1 | Finlandia      |
| Germania Est   | 3 - 1 | Paesi Bassi    |
| Mongolia       | 3 - 1 | Austria        |
| Germania Est   | 3 - 0 | Austria        |
| Italia         | 3 - 0 | Mongolia       |
| Israele        | 3 - 0 | Finlandia      |
| Paesi Bassi    | 3 - 0 | Albania        |
| Albania        | 3 - 0 | Austria        |
| Corea del Nord | 3 - 1 | Finlandia      |
| Paesi Bassi    | 3 - 1 | Israele        |
| Germania Est   | 3 - 0 | Mongolia       |
| Israele        | 3 - 0 | Austria        |
| Italia         | 3 - 1 | Albania        |
| Albania        | 3 - 0 | Mongolia       |
| Israele        | 3 - 1 | Italia         |
| Corea del Nord | 3 - 0 | Austria        |
| Paesi Bassi    | 3 - 1 | Corea del Nord |
| Paesi Bassi    | 3 - 0 | Finlandia      |
| Germania Est   | 3 - 1 | Italia         |
| Paesi Bassi    | 3 - 0 | Austria        |
| Paesi Bassi    | 3 - 0 | Mongolia       |
| Corea del Nord | 3 - 1 | Albania        |

| Pos | Squadra        | P  | Set V | Set P |
| --- | -------------- | -- | ----- | ----- |
| 11  | Germania Est   | 16 | 24    | 3     |
| 12  | Paesi Bassi    | 14 | 22    | 6     |
| 13  | Corea del Nord | 12 | 20    | 10    |
| 14  | Italia         | 8  | 15    | 14    |
| 15  | Israele        | 8  | 16    | 15    |
| 16  | Albania        | 6  | 13    | 16    |
| 17  | Mongolia       | 6  | 9     | 18    |
| 18  | Finlandia      | 2  | 7     | 21    |
| 19  | Austria        | 0  | 1     | 24    |

### 1º-10º posto
| Polonia          | 3 - 0 | Jugoslavia     |
| Cecoslovacchia   | 3 - 2 | Brasile        |
| Unione Sovietica | 3 - 2 | Giappone       |
| Romania          | 3 - 2 | Cina           |
| Bulgaria         | 3 - 2 | Ungheria       |
| Giappone         | 3 - 2 | Jugoslavia     |
| Cina             | 3 - 2 | Bulgaria       |
| Ungheria         | 3 - 1 | Brasile        |
| Romania          | 3 - 1 | Polonia        |
| Unione Sovietica | 3 - 1 | Romania        |
| Unione Sovietica | 3 - 1 | Jugoslavia     |
| Ungheria         | 3 - 1 | Polonia        |
| Giappone         | 3 - 2 | Ungheria       |
| Polonia          | 3 - 0 | Cina           |
| Romania          | 3 - 0 | Brasile        |
| Unione Sovietica | 3 - 0 | Bulgaria       |
| Cecoslovacchia   | 3 - 1 | Jugoslavia     |
| Bulgaria         | 3 - 1 | Brasile        |
| Jugoslavia       | 3 - 1 | Ungheria       |
| Cina             | 3 - 2 | Giappone       |
| Bulgaria         | 3 - 2 | Romania        |
| Unione Sovietica | 3 - 0 | Cecoslovacchia |
| Jugoslavia       | 3 - 1 | Cina           |
| Giappone         | 3 - 2 | Romania        |
| Unione Sovietica | 3 - 0 | Brasile        |
| Cecoslovacchia   | 3 - 2 | Ungheria       |
| Bulgaria         | 3 - 2 | Polonia        |
| Bulgaria         | 3 - 1 | Giappone       |
| Unione Sovietica | 3 - 0 | Ungheria       |
| Polonia          | 3 - 0 | Brasile        |
| Cecoslovacchia   | 3 - 1 | Cina           |
| Giappone         | 3 - 1 | Brasile        |
| Bulgaria         | 3 - 2 | Jugoslavia     |
| Ungheria         | 3 - 1 | Cina           |
| Romania          | 3 - 1 | Cecoslovacchia |
| Unione Sovietica | 3 - 2 | Polonia        |
| Romania          | 3 - 2 | Jugoslavia     |
| Cina             | 3 - 1 | Brasile        |
| Cecoslovacchia   | 3 - 1 | Giappone       |
| Cecoslovacchia   | 3 - 1 | Polonia        |

| Pos | Squadra          | P  | Set V | Set P |
| --- | ---------------- | -- | ----- | ----- |
| 1   | Unione Sovietica | 18 | 27    | 6     |
| 2   | Cecoslovacchia   | 14 | 22    | 15    |
| 3   | Romania          | 12 | 23    | 17    |
| 4   | Bulgaria         | 12 | 21    | 19    |
| 5   | Giappone         | 10 | 21    | 20    |
| 6   | Polonia          | 6  | 17    | 18    |
| 7   | Ungheria         | 6  | 18    | 21    |
| 8   | Jugoslavia       | 6  | 17    | 22    |
| 9   | Cina             | 6  | 14    | 23    |
| 10  | Brasile          | 0  | 8     | 27    |

## Classifica finale
| Posiz | Nazione        |
| ----- | -------------- |
|       | URSS           |
|       | Cecoslovacchia |
|       | Romania        |
| 4     | Bulgaria       |
| 5     | Giappone       |
| 6     | Polonia        |
| 7     | Ungheria       |
| 8     | Jugoslavia     |
| 9     | Cina           |
| 10    | Brasile        |
| 11    | Germania Est   |
| 12    | Paesi Bassi    |
| 13    | Corea del Nord |
| 14    | Italia         |
| 15    | Israele        |
| 16    | Albania        |
| 17    | Mongolia       |
| 18    | Finlandia      |
| 19    | Austria        |

 Tunisia esclusa dalla competizione

 Belgio ritirato
| Campione Mondiale 1962     |
| -------------------------- |
| Unione Sovietica 4º titolo |